# Chloronia osae
Chloronia osae är en insektsart som beskrevs av Oliver S. Flint Jr. 1992. Chloronia osae ingår i släktet Chloronia och familjen Corydalidae. Inga underarter finns listade i Catalogue of Life.